# Troco Likes ao Vivo
Troco Likes Ao Vivo (também chamado de Troco Likes Ao Vivo: Um Filme de Tiago Iorc) é o primeiro álbum ao vivo e de vídeo do cantor e compositor brasileiro Tiago Iorc, gravado no dia 29 de abril de 2016 no Teatro Estação Gasômetro em Belém, no Pará, sendo lançado em 16 de setembro de 2016 no formato digital e em 06 de dezembro de 2016 em formato de CD/DVD, através do selo discográfico SLAP da gravadora Som Livre. O registro faz parte da Turnê Troco Likes.
Em 2017, o álbum ganhou o Grammy Latino de Melhor Álbum Pop Contemporâneo em Língua Portuguesa e recebeu um disco de platina no Brasil.

## Antecedentes
Após lançar seu quarto álbum de estúdio e primeiro em português, em julho de 2015, Iorc saiu em turnê, com a Turnê Troco Likes. Em 24 de outubro do mesmo ano, o cantor se apresentou em Belém do Pará, na Estação Gasômetro. Meses depois, Iorc anunciou no programa The Noite com Danilo Gentili que gravaria seu primeiro álbum ao vivo em Belém porque foi o local mais especial em que ele realizou um show, por conta da participação do público.

## Gravação
Iorc, que assina a direção do projeto, gravou todo o show em plano sequência, ou seja, sem cortes. Em entrevista, ele explicou: "vejo esse registro como um encontro de duas grandes paixões minhas: música e cinema. Por se tratar do registro de um momento único, ao vivo, o maior desafio foi capturar toda a espontaneidade desse momento dentro de uma concepção narrativa. É um filme de um show ao vivo".

## Lançamento
Em 23 de julho de 2016, Iorc divulgou em seu Facebook um trecho da abertura do DVD. No dia 31 de julho de 2016, foi liberado um trailer do DVD no canal oficial do cantor no Youtube. Iorc comunicou que a estreia do registro acontecerá primeiro em várias cidades do país em 27 de setembro e depois será colocado a venda.

## Lista de faixas
| N.º            | Título                 | Duração |  |
| 1.             | "Sol Que Me Faltava"   | 3:55    |  |
| 2.             | " Coisa Linda"         | 3:10    |  |
| 3.             | "Mil Razões"           | 3:27    |  |
| 4.             | "Eu Errei"             | 4:10    |  |
| 5.             | "De Todas As Coisas"   | 2:42    |  |
| 6.             | "Mulher"               | 3:18    |  |
| 7.             | "Liberdade ou Solidão" | 3:38    |  |
| 8.             | "Um Dia Após o Outro"  | 3:18    |  |
| 9.             | "Chega Pra Cá"         | 3:02    |  |
| 10.            | "Dia Especial"         | 4:18    |  |
| 11.            | "Sorte"                | 4:35    |  |
| 12.            | "Alexandria"           | 3:42    |  |
| 13.            | "Amei Te Ver"          | 4:11    |  |
| 14.            | "Cataflor"             | 5:41    |  |
| Duração total: | Duração total:         | 53:13   |  |

## Prêmios e indicações
| Ano  | Premiação     | Categoria                                           | Resultado | Ref.  |
| ---- | ------------- | --------------------------------------------------- | --------- | ----- |
| 2017 | Grammy Latino | Melhor Álbum Pop Contemporâneo em Língua Portuguesa | Venceu    | [ 8 ] |

## Certificação
| País                       | Certificação | Vendas  |
| -------------------------- | ------------ | ------- |
| Brasil (Pro-Música Brasil) | Platina      | 90.000+ |

## Histórico de lançamento
| País   | Data                   | Formato          |
| ------ | ---------------------- | ---------------- |
| Mundo  | 16 de setembro de 2016 | Download digital |
| Brasil | 6 de dezembro de 2016  | DVD + CD         |